# Bal Gangadhar Tilak
Lokmanya Bal Gangadhar Tilak (hindi बाल गंगाधर तिलक, marathi बाळ गंगाधर टिळक, ur. 23 lipca 1856, zm. 1 sierpnia 1920) – nacjonalistyczny polityk i pisarz indyjski pochodzący ze stanu Maharasztra. Przez podziwiających go Indusów, został obdarzony tytułem „Lokamanja” (Honor narodu).

## Wczesne życie
Urodził się 23 lipca 1856 w Ratnagiri w warnie braminów. Jego ojciec, Gangadhar Tilak był nauczycielem i uczonym zajmującym się sanskrytem. W wieku szesnastu lat zmarł jego ojciec, matka jeszcze wcześniej. Młodszy Tilak w 1877 roku ukończył Deccan College w Pune. Tilak należał do pierwszego pokolenia Hindusów, które otrzymało wykształcenie wyższe. 
Po ukończeniu studiów rozpoczął pracę nauczycielka matematyki w prywatnej szkole w Pune. Z powodu różnic ideologicznych z kolegami ze szkoły postanowił zakończyć karierę nauczyciela i został dziennikarzem. Wraz z kilkoma przyjaciółmi z uczelni, w tym z Gopalem Ganesh Agarkarem, Mahadevem Ballal Namjoshi i Vishnushastri Chiplunkarem zorganizował w Dekanie edukację społeczną. Celem ruchu była poprawa jakości kształcenia młodzieży. Tilak powołał organizację pod nazwą Towarzystwo Edukacyjne Dekanu, które miało utworzyć nowy system, w którym młodzi Hindusi uczeni byliby indyjskiej kultury i idei narodowowyzwoleńczych.
Powołane przez Tilaka, Towarzystwo powołało szkołę średnią, Nową Szkołę Angielską, i policealną szkołę wyższą, College Fergusson. Tilak uczył matematyki w Fergusson College. Poprzez ruch mający na celu odrodzenie religijne i kulturowe Indii udało mu się stworzyć masowy ruch na rzecz niezależności kraju. Za działania polityczne spędził od 1897 osiemnaście miesięcy w więzieniu. Zainicjował kilka konferencji politycznych.

## Kariera polityczna
Do Kongresu Narodowego dołączył w 1890 roku. Sprzeciwiał się umiarkowanej postawie partii, zwłaszcza jej kierunkowi walki o wyzwolenie. W latach 1908–1914 przebywał na zesłaniu w Birmie. Odbył podróż do Anglii w roku 1918, w celu świadczenia w procesie o zniesławienie. Wizyta w Londynie umożliwiła też spotkanie się z ówczesnymi działaczami Labour Party.
Zmarł 1 sierpnia 1920 w Bombaju, niedługo po powrocie z Europy.

## Poglądy
Był hinduistą o ortodoksyjnych poglądach. Umocnił pozycję bóstwa Ganeśa i obchody święta rocznicy jego urodzin ganeśćaturhi. W swojej twórczości przeciwstawiał się również dalszemu pobytowi Brytyjczyków w Indiach propagując ideę swaradźu. Po powrocie z zesłania do Birmy związał się z Towarzystwem Teozoficznym, któremu ówcześnie przewodniczyła Angielka Annie Besant. W latach 1890–1916 należał do partii Indian National Congress. Później w okresie 1916-1918 pomagał współtworzyć nacjonalistyczną organizację All India Home Rule League (między innymi wraz z Annie Besant).

## Dzieła
- Arctic Home in the Vedas – 1903
- Orion (w języku angielskim)
- Gītārahasya (komentarz do Bhagawadgity)
- wydawał dwa nacjonalistyczne dzienniki: „Maratha” i „Kesari”